# República de Nàpols
La Sereníssima República de Nàpols (1647-1648) va ser una república creada a Nàpols com a conseqüència dels sollevaments que van produir-se dins del regne hispànic l'any 1647.

## Antecedents
El Regne de Nàpols havia estat una unió personal amb la corona d'Espanya des de 1504. A la primera meitat del segle xvii Nàpols es trobava enmig d'una crisi econòmica severa que estava afectant tot Europa, agreujada pel govern del virrei Rodrigo Ponce de León, amb poques preocupacions locals i interessat només a ajudar a finançar les guerres continent en les que Espanya s'havia enredat.
Encara que reprimida per les forces del virrei, que havia estat capaç de restablir l'ordre a la gairebé totalitat de la ciutat, la revolta de Masaniello revolta havia deixat als carrers un fort descontentament. Una nova revolta va esclatar quan la flota de Joan Josep d'Àustria, fill del rei Felip, va arribar "per calmar els últims insurgents" va bombardejar la ciutat. Aquesta vegada la revolta no era dels napolitans pobres rebel·lats contra la classe en el poder, si no que dirigida per l'armer Gennaro Annese estava clarament en contra de Felip.

## La república
L'exèrcit del virrei de Nàpols va ser expulsat i es va declarar la República. Els napolitans buscaren el suport de França i van cridar Enric II de Guisa per la direcció del nou estat. El duc de Guisa, descendent de l'antic rei de Nàpols, Renat I, que era a Roma va acceptar l'oferta, ansiós de tenir una corona i restablir la influència francesa al sud d'Itàlia després de dos segles. El 15 de novembre de 1647, va entrar a Nàpols i va prendre les regnes de la República.
Les forces del virrei controlaven la línia de castells que envoltaven la ciutat i la noblesa controlava les províncies des de la base a Aversa i les línies de subministrament a Nàpols. En 1648 el duc de Guisa va aconseguir prendre Aversa, però l'exèrcit del rei, de nou sota el comandament de Joan d'Àustria, va triar una estratègia prudent i Nàpols plena d'espies, agitadors i altres agents per guanyar-se els nobles restants.
El 5 d'abril de 1648, Enric, enganyat per alguns dels seus consellers, a sou de Felip, va fer una sortida, i Nàpols va ser reconquerida pels espanyols sense resistència.
El cardenal Mazzarino va enviar una flota francesa de 40 vaixells comandats per Tomàs de Savoia-Carignan que va intentar reconquistar la ciutat el 4 de juny, però aquest cop el poble no es va aixecar i els francesos van desembarcar a l'illa de Procida, però foren rebutjats pels espanyols i es van retirar, intentant-ho de nou el 4 d'agost del mateix any,, conquerint Procida, però després foren rebutjats per les forces navals espanyoles prop de Ischia, Pozzuoli i Salern, abandonant l'empresa de recuperar Nàpols.

## Conseqüències
Enric II de Guisa fou conduït al castell de Gaeta i d'allà a l'Alcàsser de Segòvia, i Joan Josep d'Àustria fou nomenat virrei de Sicília, des d'on va reconquerir Piombino, presa per França en 1646.